# Kodjupet, Kimitoön
Kodjupet är en fjärd i Finland. Den ligger i landskapet Egentliga Finland, i den södra delen av landet, 140 km väster om huvudstaden Helsingfors.
Kodjupet avgränsas av Stora och Lilla Ängesön i väster, Träskholmen i norr, Orglosön i nordöst samt av Österland, Furuskären och Tistronskäret i söder. I öster övergår Kodjupet i Skallerfjärden vid Stora Skallran.